# Illicium jiadifengpi
Illicium jiadifengpi är en tvåhjärtbladig växtart som beskrevs av B.N. Chang. Illicium jiadifengpi ingår i släktet Illicium och familjen Schisandraceae. Utöver nominatformen finns också underarten I. j. baishanense.